# Teddy Sears
Edward M. „Teddy“ Sears (* 6. dubna 1977 Washington, D.C., Spojené státy americké) je americký herec.

## Životopis
Narodil se ve Washingtonu, D.C. a vyrostl ve Chevy Chasu ve státě Maryland. Chodil na střední školu Landon School v Bethesdě. Na univerzitě hrál fotbal a pokračoval tím tak v rodinné sportovní tradici. Jeho pradědeček vyhrál zlatou medaili za střelbu z pistole na olympiádě v roce 1912 a jeho teta získala bronzovou medaili na olympiádě v roce 1956 za 100 metrů motýlka. Přešel na univerzitu ve Virginii, kde i absolvoval a získal v roce 1999 titul v obchodním managementu.
Dne 5. října 2013 se oženil s herečkou Milissou Skoro. Ve volném čase rád surfuje a hraje lední hokej. Má dva bratry, Christiana a Rickyho a sestru Danu.

## Filmografie

### Film
| Rok  | Název                      | Role               | Poznámky             |
| ---- | -------------------------- | ------------------ | -------------------- |
| 2001 | To End All Wars            | výsadkář           | neuveden v titulcích |
| 2005 | The Legacy of Walter Frumm | Stephen            |                      |
| 2005 | In Between                 | Ken                |                      |
| 2006 | Cosa Bella                 | manžel             | krátký film          |
| 2007 | Hafan hasičem              | Terrance Kahn      |                      |
| 2008 | Os Desafinados             | Newyorčan          |                      |
| 2009 | Single Man                 | pan Strunk         |                      |
| 2015 | Curve                      | Christian Laughton |                      |
| 2016 | Já, kocour                 | Josh Myers         |                      |
| 2017 | Liv                        | Michael            |                      |

### Televize
| Rok       | Název                                     | Role                                           | Poznámky                               |
| --------- | ----------------------------------------- | ---------------------------------------------- | -------------------------------------- |
| 2001      | Sex ve městě                              | kluk na módní přehlídce (neuveden v titulcích) | díl: „The Real Me“                     |
| 2001      | One Life to Live                          | Chad Bennett                                   | díl: „7207“                            |
| 2003      | Zákon a pořádek: Útvar pro zvláštní oběti | Josh Sanford                                   | díl: „Dominance“                       |
| 2004      | Whoopi                                    | číšník                                         | díl: „No Sex in the City“              |
| 2004      | Zákon a pořádek: Zločinné úmysly          | Teddy                                          | díl: „Ill-Bred“                        |
| 2006      | Spravedlnost                              | Greg Hall                                      | díl: „Behind the Orange Curtain“       |
| 2006      | Studio 60                                 | Darren Wells                                   | 2 díly                                 |
| 2006      | Kriminálka Miami                          | Peter Kinkella                                 | 2 díly                                 |
| 2006–2007 | Ošklivka Betty                            | Hunter                                         | 2 díky                                 |
| 2007      | Vize zločinu                              | Mitchell Parks                                 | díl: „5th Step“                        |
| 2007      | Velká láska                               | Greg Samuelson                                 | díl: „Circle the Wagons“               |
| 2007      | Šílenci z Manhattanu                      | Kicks Matherton                                | Díl: „Red in the Face“                 |
| 2008      | Carpoolers                                | krásný muž                                     | díl: „The Handsomest Man“              |
| 2008      | Las Vegas: Kasino                         | Brian O'Toole                                  | díl: „Win, Place, Bingo“               |
| 2008      | Pravidla zasnoubení                       | Drake                                          | díl: „Optimal Male“                    |
| 2008      | Samantha Who?                             | Brad                                           | díl: „The Family Vacation“             |
| 2008–2009 | Raising the Bar                           | Richard Patrick Woolsley                       | Hlavní role, 24 dílů                   |
| 2009      | Dům loutek                                | Mike                                           | Díl: „Needs“                           |
| 2010      | Zákon a pořádek: Útvar pro zvláštní oběti | Garrett Blaine                                 | díl: „Disabled“                        |
| 2010      | Backyard Wedding                          | Evan Slauson                                   | televizní film                         |
| 2010      | Laskavý dotek                             | Rex Horton                                     | televizní film                         |
| 2010–2011 | Obhájci                                   | Thomas Cole                                    | 9 dílů                                 |
| 2011      | Ochrana svědků                            | Tom Kulpak                                     | díl: I'm a Liver Not a Fighter         |
| 2011      | Necessary Roughness                       | Bobby Caldwell                                 | díl: Poker Face                        |
| 2011      | Torchwood                                 | muž s modrýma očima                            | 4 díly                                 |
| 2011      | American Horror Story: Murder House       | Patrick                                        | 4 díly                                 |
| 2011      | Rizzoli & Isles: Vraždy na pitevně        | Rory Graham                                    | Díl: „Seventeen Ain't So Sweet“        |
| 2011–2012 | Spravedlnost v krvi                       | Sam Croft                                      | 2 díly                                 |
| 2012      | Drew Peterson: Nedotknutelný              | Mike Adler                                     | televizní film                         |
| 2012      | Harry's Law                               | Alan Bagley                                    | díl: „Les Horribles“                   |
| 2012–2013 | 666 Park Avenue                           | detektiv Hayden Cooper                         | 5 dílů                                 |
| 2013–2016 | Mystérium sexu                            | doktor Austin Langham                          | vedlejší role, 20 dílů                 |
| 2015–2018 | The Flash                                 | Hunter Zolomon                                 | vedlejší role, 20 dílů                 |
| 2017      | 24 Hodin: Nezastavitelný                  | Keith Mullins                                  | hlavní role                            |
| 2017      | Christmas in Evergreen                    | Ryan                                           | televizní film                         |
| 2018      | Timeless                                  | Lucas Calhoun                                  | díl: „Hollywoodland“                   |
| 2018      | Vražedná práva                            | Dr. Abe Charmagne                              | díl: „It Was the Worst Day of My Life“ |
| 2018–2019 | Chicago Fire                              | Kyle Sheffield                                 | 10 dílů                                |
| 2019–2020 | Politik                                   | William                                        | 5 dílů                                 |